# Simba-Dickie

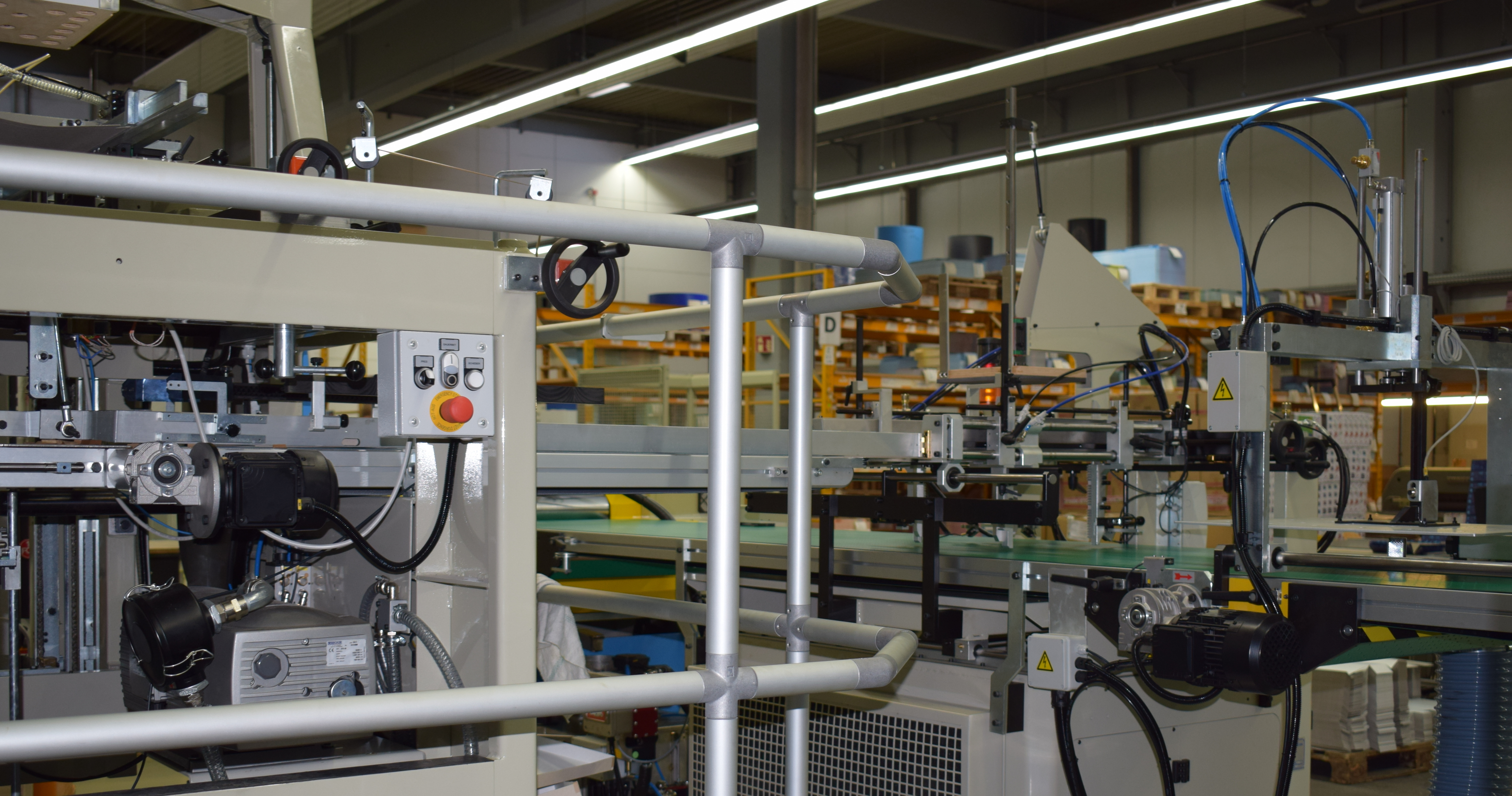
Fabrik i Sitz

Simba-Dickie, tysk leksakstillverkare med säte i Fürth Grundades 1982 av familjen Sieber. Simba-Dickie Group i Tyskland är en av världens 5 största aktörer inom leksaker. Simba-Dickie finns representerade i 42 länder.

## Koncernens företag
- Simba Toys
- Dickie-Tamiya
- Dickie Spielzeug
- Eichhorn
- Dickie-Schuco
- Noris-Spiele
- BIG
- Smoby
- Bao
- Majorette
- Solid
- Märklin